# Gare de Lausanne-Triage
La gare de Lausanne-Triage (LT), également appelée gare de triage de Denges du nom de la commune où est situé le bâtiment principal, est la principale gare de triage de Suisse romande, et la troisième de Suisse en importance après les gares de Bâle-Muttenz et de Zurich-Limmattal.

## Situation ferroviaire
La gare de Lausanne-Triage est desservie par les lignes ferroviaires suivantes :
- Ligne Lausanne – Genève vers la France ;
- Ligne Lausanne – Vallorbe vers la France ;
- Ligne du Pied-du-Jura vers Olten et la Suisse alémanique ;
- Ligne du Plateau suisse vers Berne et la Suisse alémanique ;
- Ligne du Simplon vers le Valais et l'Italie.

## Histoire
Au cours des années 1950, afin de répondre à l'augmentation du trafic marchandises, les CFF ont entrepris des études pour réaliser une nouvelle gare de triage dans la région lausannoise, afin de remplacer celle de Renens, mise en service en 1876 et agrandie par la suite en plusieurs étapes (la dernière en 1908), mais dont les capacités étaient devenues insuffisantes et l'exploitation obsolète. Pour l'implantation de la future gare, le choix s'arrêta sur le site situé entre le vallon de la Venoge et celui du ruisseau du Bief, sur les communes de Denges, Échandens, Lonay, Écublens et Préverenges. Les travaux de construction débutèrent en 1961. Le faisceau de réception fut partiellement mis en service en 1964, pour le garage des trains spéciaux de l'exposition nationale de Lausanne. Dès 1966, ce même faisceau d'arrivée fut utilisé pour le tri des trains à longues distances, afin de décharger la gare de triage de Renens, trop exiguë. La mise en service totale des installations a été effectuée le 23 mai 1971. Le faisceau de formation, comportant initialement 33 voies, a été agrandi en 1976, par l'adjonction de 5 voies supplémentaires. En 2006, l'appareil d'enclenchement permettant le tri des wagons ainsi que les freins de voie ont été remplacés par de nouveaux systèmes qui servent à freiner les wagons chutant avec une vitesse comprise entre 15 et 20 km/h en fonction du tonnage. Ce changement provoque des nuisances sonores considérables au point qu'une association de riverains de la gare s'est formée dans le but de défendre leurs intérêts,. En 2012, ces derniers finissent par obtenir gain de cause et l'alliage métallique utilisé pour fabriquer les mâchoires des freins est changé de façon que le freinage soit plus silencieux. Cette opération s'élève à un coût de 600 000 CHF pour les CFF.

## Caractéristiques

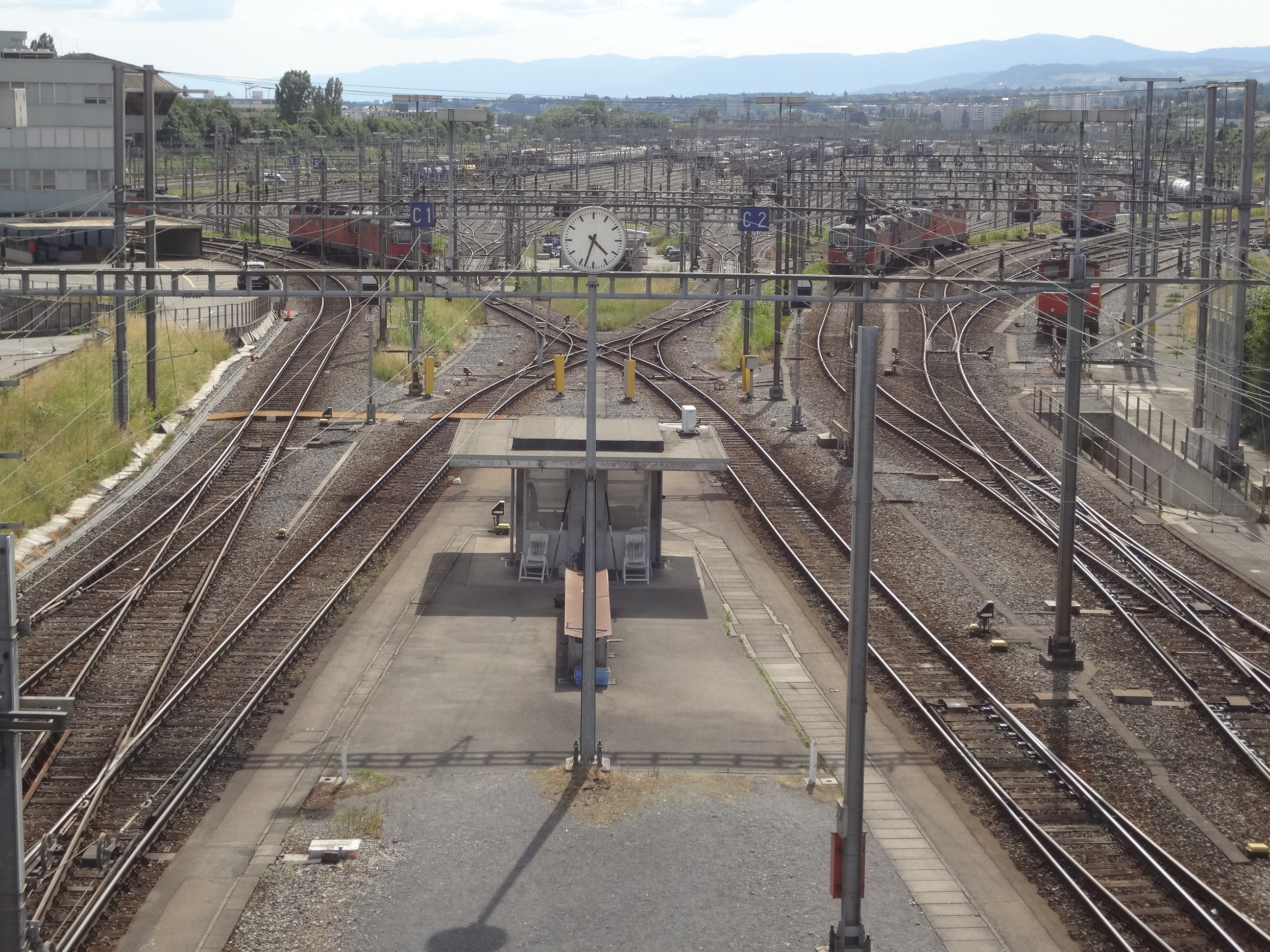
Bosse de débranchement. En arrière-plan, direction Genève, le faisceau de formation.

La gare de Lausanne-Triage est dotée des éléments suivants :
- un faisceau de réception (ou d'arrivée), comprenant 11 voies permettant de réceptionner les trains à trier avec la possibilité de construire 2 voies supplémentaires.
- un faisceau de formation (ou de tri), comprenant 38 voies, relié à celui de réception par une bosse de débranchement dotée de 5 paires de freins de voie primaires. La plateforme sur laquelle est construit ce faisceau de formation permet la pose de voies supplémentaires.

Les deux faisceaux totalisent 62 km de voies. Pour des questions topologiques, les concepteurs de la gare ont renoncé à l'édification d'un faisceau de départ. Pour le remplacer, celui de formation permet de préparer les trains en partance ; afin d'éviter de péjorer les capacités de tri, tous les trains quittant le faisceau de formation empruntent la tête de ce dernier opposée à celui du tri : ainsi les trains en direction de Lausanne, respectivement de la ligne du Pied-du-Jura empruntent une boucle de sortie (raquette) permettant de virer les trains à 180°.

## Exploitation
Jusqu'à la fin de l'année 2014, la gare de Lausanne-Triage est exploitée par la division Infrastructure des CFF. À la suite d'une nouvelle orientation stratégique dévoilée par les CFF le 5 mai 2014, la production et la planification seront du ressort de CFF Cargo dès le 1er janvier 2015.
275 000 wagons passent chaque année sur la bosse de débranchement, ou 1 300 par jour, et l'exploitation est assurée par 93 collaborateurs en 2014. Parmi ces derniers, les sabotiers utilisent jusqu'à 400 sabots de freins pesant 8 kg chacun pour freiner les wagons.